# Municipio de Manning
El municipio de Manning (en inglés: Manning Township) es un municipio ubicado en el condado de Kidder en el estado estadounidense de Dakota del Norte. En el año 2010 tenía una población de 65 habitantes y una densidad poblacional de 0,35 personas por km².

## Geografía
El municipio de Manning se encuentra ubicado en las coordenadas 46°42′22″N 99°52′35″O / 46.70611, -99.87639. Según la Oficina del Censo de los Estados Unidos, el municipio tiene una superficie total de 185.41 km², de la cual 179,59 km² corresponden a tierra firme y (3,14 %) 5,81 km² es agua.

## Demografía
Según el censo de 2010, había 65 personas residiendo en el municipio de Manning. La densidad de población era de 0,35 hab./km². De los 65 habitantes, el municipio de Manning estaba compuesto por el 96,92 % blancos, el 1,54 % eran de otras razas y el 1,54 % eran de una mezcla de razas. Del total de la población el 3,08 % eran hispanos o latinos de cualquier raza.